# Maladie d'amour (chanson)
Pour les articles homonymes, voir Maladie d'amour (homonymie).
Maladie d'amour est une chanson issue du folklore des Antilles françaises, enregistrée pour la première fois en 1931 par Léona Gabriel et popularisée par Henri Salvador en 1948. Elle a été reprise de nombreuses fois et adaptée en plusieurs langues.

## Origine de la chanson
C'est en 1931 que la chanteuse Léona Gabriel (née en 1891 à la Martinique) enregistre pour la première fois, avec l'Orchestre de la Boule Blanche, une biguine intitulée Maladie d'amour. Dix-sept ans plus tard,  Henri Salvador l'enregistre à son tour et la chanson remporte un important succès.
Selon les propos d'Ernest Léardée dans l'ouvrage La Biguine de l'Oncle Ben's: Ernest Léardée raconte, Henri Salvador, ayant arrangé la mélodie, avait déclaré la chanson à son nom. Mais Léona Gabriel, soutenant qu'elle était la créatrice de la biguine, déposa une réclamation à la Société des Auteurs. Devant l'impossibilité de déterminer qui était le véritable auteur de la chanson, elle fut restituée au folklore antillais.
Ernest Léardée fait en effet remarquer qu'il se souvenait avoir entendu la mélodie de Maladie d'amour alors qu'il était adolescent. Il s'agit d'une ancienne biguine de Martinique qui s'inscrit dans une tradition où, à l'époque de carnaval on compose une chanson qui tourne quelqu'un en dérision. Les auteurs originaux de Maladie d'amour avaient jeté leur dévolu sur une femme d'âge mûr, surnommée Chacha, qui avait l'habitude de s'amouracher de garçons bien plus jeunes qu'elle, ce qui faisait jaser.
Dans les paroles en créole antillais de la version enregistrée par Henri Salvador, on retrouve bien une Chacha.
La Sacem crédite la chanson à Henri Salvador, Léona Gabriel et Jean Marcland.

## Reprises
Il existe de nombreuses reprises de la chanson. Parmi les artistes francophones qui l'ont chantée, on peut citer Jean Sablon, Sacha Distel, Élisabeth Jérôme, La Compagnie créole, Xanti, Manu Dibango, David Martial et Jacob Desvarieux ...
En 1962, Maladie d'amour est interprétée par Nina van Pallandt (de) and Frederik van Pallandt (nl) dans le film allemand Der verkaufte Großvater réalisé par Hans Albin.
Le 9 octobre 1987, elle est le générique de fin de l'émission Bains de minuit sur La Cinq et est interprétée par le duo Laurent Voulzy et Jocelyne Bérouard. 
En septembre 1992, Marie-José Pérec chante la chanson en créole avec Dorothée (animatrice) dans le cadre du Club Dorothée.

## Adaptations
Maladie d'amour a été adaptée en anglais, en allemand et en espagnol, avec des variantes dans le titre et dans l'interprétation musicale.
En 1957, elle est enregistrée sous le titre Melodie d'amour par The Ames Brothers (en), avec des paroles en anglais de Leo Johns (en), et par Angèle Durand avec un texte en allemand de Heinz Woezel (alias Glando). Count Owen and His Calypsonians proposent Melody of Love en 1960, tandis que pour Dean Martin c'est Cha cha cha d'amour en 1962.
Le groupe mexicain Los Rebeldes del Rock (es) chante Melodía de amor en 1960, avec une adaptation signée Guillermo Tena.